# 烏克蘭文字及語言日
烏克蘭文字及語言日（羅馬化：Den ukrainskoi pysemnosti ta movy）是烏克蘭的節日，於1997年由烏克蘭總統列昂尼德·庫契馬設立，訂於每年11月9日慶祝。2023年後改至10月27日。

## 歷史
1997年，時任烏克蘭總統列昂尼德·庫契馬在1241/97號烏克蘭總統令中表示由於非政府組織的倡議，並考慮到烏克蘭語言在烏克蘭社會的重要作用，決定設立「烏克蘭文字及語言日」訂於11月9日，紀念烏克蘭首位編年史作者聶斯特。弗拉迪米爾·澤倫斯基表示，這個節日是為了紀念聶斯特，而聶斯特與書面烏克蘭語的起源有關。澤倫斯基還呼籲民眾熱愛、學習烏克蘭語，並使用烏克蘭語交流。
2023年，烏克蘭總統弗拉迪米爾·澤倫斯基將日期由11月9日改至10月27日。

## 活動
父母在當日送孩子上學之後會前往教堂，在聶斯特的雕像前點上一支蠟燭，祈禱他能幫助孩子們學習。而教育機構則舉辦主題活動，表彰為語言普及做出貢獻的烏克蘭人和烏克蘭出版社。2000年起，烏克蘭廣播電台為希望測試烏克蘭語知識的人提供聽寫測驗。此外，出版社在這天被鼓勵發行烏克蘭語文學。